# Lacune di Kirkwood

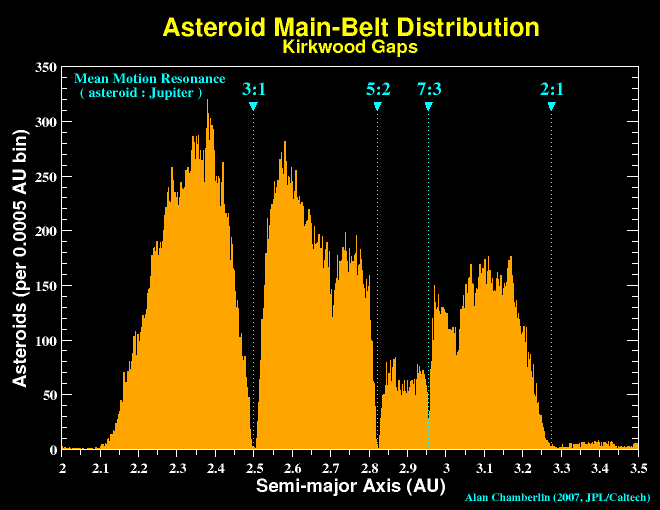
Lacune di Kirkwood

Le lacune di Kirkwood sono lacune o cali nella distribuzione degli asteroidi della fascia principale secondo il semiasse maggiore (o equivalentemente il loro periodo orbitale). Esse corrispondono all'ubicazione delle orbite in risonanza orbitale con Giove.
Ad esempio, ci sono pochissimi asteroidi con un semiasse maggiore vicino alle 2,5 AU, ovvero un periodo orbitale di 3,95 anni, pari a un terzo di quello di Giove (chiamata per questo risonanza orbitale 1:3). Altre risonanze orbitali corrispondono ai periodi orbitali le cui lunghezze sono frazioni semplici di quello di Giove. Le risonanze più deboli conducono soltanto a uno svuotamento degli asteroidi, mentre i picchi nell'istogramma sono spesso dovuti alla presenza di una prominente famiglia di asteroidi. 
Le lacune furono notate per la prima volta da Daniel Kirkwood nel 1866, che ipotizzò correttamente come le lacune fossero causate dalle risonanze orbitali con il grande pianeta. Più recentemente, è stato individuato un numero relativamente piccolo di asteroidi con orbite altamente eccentriche all'interno delle Lacune di Kirkwood. Esempi sono la famiglia di asteroidi Alinda e Griqua. Le orbite di questi pianetini aumentano lentamente e inesorabilmente la loro eccentricità; dopo alcune decine di milioni di anni, potrebbero essere sbalzati fuori dalle lacune in seguito all'incontro ravvicinato con un pianeta maggiore.
Le lacune di Kirkwood sono situate a una distanza media orbitale di:
- 1.9 AU (risonanza 2:9)
- 2.06 AU (risonanza 1:4)
- 2.25 AU (risonanza 2:7)
- 2.5 AU (risonanza 1:3) - vi orbita la famiglia di asteroidi Alinda.
- 2.706 AU (risonanza 3:8)
- 2.82 AU (risonanza 2:5)
- 2.95 AU (risonanza 3:7)
- 3.27 AU (risonanza 1:2) - vi orbita la famiglia di asteroidi Griqua.
- 3.7 AU (risonanza 3:5)

Le lacune più significative corrispondono alle risonanze 1:3, 2:5, 3:7 e 1:2.